# Équipe d'Algérie féminine de volley-ball en 2010
L'Équipe d'Algérie de volley-ball féminin participera en 2010 au Championnat du monde de volley-ball féminin 2010 (29 octobre-14 novembre).

## Les matchs des A
| Date            | Lieu                            | Adversaire | Score                   | Durée  | Compétition | Meilleur marqueur                                    | Référence |
| 29 octobre 2010 | Yoyogi National Gymnasium Tōkyō | Pérou      | 3-0 (25-16 25-12 25-18) | 1 h 8  | CM          | Faïza Tsabet (11)                                    | [ 1 ]     |
| 30 octobre 2010 | Yoyogi National Gymnasium Tōkyō | Costa Rica | 3-0 (25-18 25-21 25-10) | 1 h 10 | CM          | Faïza Tsabet (11)                                    | [ 2 ]     |
| 31 octobre 2010 | Yoyogi National Gymnasium Tōkyō | Japon      | 0-3 (18-25 7-25 14-25)  | 1 h 4  | CM          | Faïza Tsabet (9)                                     | [ 3 ]     |
| 2 novembre 2010 | Yoyogi National Gymnasium Tōkyō | Serbie     | 3-0 (25-15 25-12 25-21) | 1 h 7  | CM          | Faïza Tsabet (8) Zohra Bensalem (8)                  | [ 4 ]     |
| 3 novembre 2010 | Yoyogi National Gymnasium Tōkyō | Pologne    | 0-3 (17-25 16-25 12-25) | 1 h 2  | CM          | Faïza Tsabet (7) Zohra Bensalem (7) Lydia Oulmou (7) | [ 5 ]     |

Légende: A : match amical / CM : match du Championnat du monde de volley-ball féminin 2010.

## Les joueurs en A
| Joueurs             |             |             |             |             |             |
| Salima Hamouche     | a participé | a participé | a participé | a participé | a participé |
| Fatima Zahra Djouad | NP          | a participé | NP          | NP          | (2pts)      |
| Celia Magnana       | NP          | NP          | a participé | NP          | NP          |
| Zohra Bensalem      | (2pts)      | (6pts)      | (5pts)      | (8pts)      | (7pts)      |
| Narimene Madani     | NP          | (1pt)       | NP          | NP          | a participé |
| Fatima Zahra Oukazi | a participé | (2pts)      | (2pts)      | (1pt)       | (1pt)       |
| Mouni Abderrahim    | (1pt)       | NP          | NP          | NP          | a participé |
| Safia Boukhima      | (6pts)      | (8pts)      | (4pts)      | (4pts)      | (2pts)      |
| Nawal Mansouri      | a participé | a participé | a participé | a participé | a participé |
| Faïza Tsabet        | (11pts)     | (11pts)     | (9pts)      | (8pts)      | (7pts)      |
| Lydia Oulmou        | (7pts)      | (5pts)      | (8pts)      | (6pts)      | (7pts)      |
| Tassadit Aissou     | (3pts)      | (3pts)      | (2pts)      | (4pts)      | a participé |

## Les sélections

### Sélection pour leChampionnat du monde de volley-ball féminin 2010
| No                                        | Nom                                       | Date de naissance                         | Taille | Poids | Poste                        | Club                         |
| ----------------------------------------- | ----------------------------------------- | ----------------------------------------- | ------ | ----- | ---------------------------- | ---------------------------- |
| 3                                         | Salima Hamouche                           | 17 janvier 1984                           | 158    | 54    | Libero                       | GS Pétroliers                |
| 4                                         | Fatima Zahra Djouad                       | 12 juillet 1988                           | 180    | 62    | Réceptionneur-attaquant      | NC Béjaïa                    |
| 6                                         | Celia Magnana                             | 16 mars 1991                              | 180    | 71    | Central                      | ASW Bejaia                   |
| 8                                         | Zohra Bensalem                            | 5 avril 1990                              | 178    | 68    | Réceptionneur-attaquant      | GS Pétroliers                |
| 9                                         | Narimene Madani                           | 12 mars 1984                              | 180    | 77    | Central                      | VC Harnes                    |
| 10                                        | Fatima Zahra Oukazi                       | 18 janvier 1984                           | 175    | 67    | Passeur                      | GS Pétroliers                |
| 11                                        | Mouni Abderrahim                          | 19 novembre 1985                          | 171    | 60    | Réceptionneur-attaquant      | ASW Bejaia                   |
| 12                                        | Safia Boukhima                            | 10 janvier 1991                           | 176    | 64    | Attaquant                    | ASW Bejaia                   |
| 13                                        | Nawal Mansouri                            | 1er août 1985                             | 174    | 64    | Libero                       | NC Béjaïa                    |
| 14                                        | Faïza Tsabet                              | 22 mars 1985                              | 181    | 77    | Attaquant                    | CV Tenerife                  |
| 17                                        | Lydia Oulmou                              | 2 février 1986                            | 186    | 74    | Central                      | Istres Ouest Provence VB     |
| 18                                        | Tassadit Aissou                           | 19 juin 1989                              | 184    | 80    | Central                      | ASW Bejaia                   |
|                                           |                                           |                                           |        |       |                              |                              |
| Encadrement technique                     | Encadrement technique                     |                                           |        |       | Légende                      | Légende                      |
| Entraîneur : Mouloud Ikhedji              | Entraîneur : Mouloud Ikhedji              | Entraîneur : Mouloud Ikhedji              |        |       | : Capitaine                  | : Capitaine                  |
| Entraîneur(s) adjoint(s) : Salah Boussaid | Entraîneur(s) adjoint(s) : Salah Boussaid | Entraîneur(s) adjoint(s) : Salah Boussaid |        |       | : Joueur blessé actuellement | : Joueur blessé actuellement |